# Aortna stenoza
Aortna stenoza (AS ali AoS) je zoženje izstopa iz levega ventrikla srca (kjer se aorta začne), zaradi česar prihaja do težav. Pojavi se lahko na aortni zaklopki, kot tudi nad njo in pod njo. Običajno se stanje s časom slabša. Simptomi se pogosto kažejo postopno, za začetek z vse manjšo sposobnostjo za telesne dejavnosti. Če zaradi zoženja pride do odpovedi srca, izgube zavesti, ali s srcem povezane bolečine v prsih so izidi slabši. Do izgube zavesti pride po navadi, kadar prizadeta oseba stoji ali pa je fizično dejavna. Znaki odpovedi srca so težave z dihanjem, še posebej leže, ponoči ali med fizično aktivnostjo, in otekanje nog. Odebelitev zaklopke brez zožitev je znano kot aortna skleroza.
Vzroki so med drugim prirojena bikuspidalna aortna zaklopka in revmatična vročica. Bikuspidalna aortna zaklopka prizadene približno enega do dveh odstotkov prebivalstva, revmatične bolezni srca pa se pojavljajo večinoma v državah v razvoju. Normalna zaklopka pa lahko sčasoma otrdi. Dejavniki tveganja so podobni, kot pri boleznih koronarnih arterij, med drugim gre za kajenje, visok krvni tlak, visoko raven holesterola, diabetes in moški spol. Aortna zaklopka ima navadno tri liste in se nahaja med levim srčnim ventriklom in aorto. AS se običajno javlja kot srčni šum. Po resnosti je - na osnovi ultra-zvočne analize srca - AS mogoče razdeliti na zmerno, hudo in zelo hudo obliko.
Aortna stenoza se običajno spremlja s pomočjo  ultra zvočnih kontrol. Ko enkrat pride do hude oblike, se  zdravi v prvi vrsti operativno z zamenjavo zaklopke, alternativno po transkateterski poti pri osebah, za katere pomeni kirurški poseg visoko tveganje. Zaklopke so lahko mehanske ali bioprostetične vrste, vsaka  s svojo ravnjo tveganja in koristi. En manj invaziven postopek več je balonska aortna valvuloplastija  (BAV), ki lahko koristi, vendar le za nekaj mesecev. Zapleti, kot je odpoved srca, se pri primerih z blago ali zmerno obliko  lahko obravnavajo kot pri normalnih pogojih. Osebe s hudo obliko bolezni  se morajo izogibati številnim zdravilom, med drugim inhibitorjem ACE, nitroglicerinu, in nekaterim beta blokatorjem. Nitroprusid ali fenilefrin se lahko, odvisno od krvnega tlaka, uporabljata pri osebah z dekompenzirano odpovedjo srca.
Aortna stenoza je v razvitem svetu najpogostejše obolenje srčne zaklopke. Prizadene približno 2 % ljudi nad 65 let starosti. Ocen za večino držav v razvoju, vsaj do leta 2014, ni. Če se stanja pri ljudeh s simptomi ne zdravi, znaša  verjetnost za smrt po petih letih približno 50 % in po desetih letih okoli  90 %. Aortno stenozo je prvi opisal francoski zdravnik Lazare Rivière leta 1663.